# Chutes Horsetail
Ne doit pas être confondu avec Chute Horsetail.
Les chutes Horsetail sont des chutes d'eau dans le Sierra Nevada, en Californie (États-Unis). Elles sont situées à l'ouest du lac Tahoe, dans le Desolation Wilderness, et coulent sur 150 m, sur plusieurs étages.

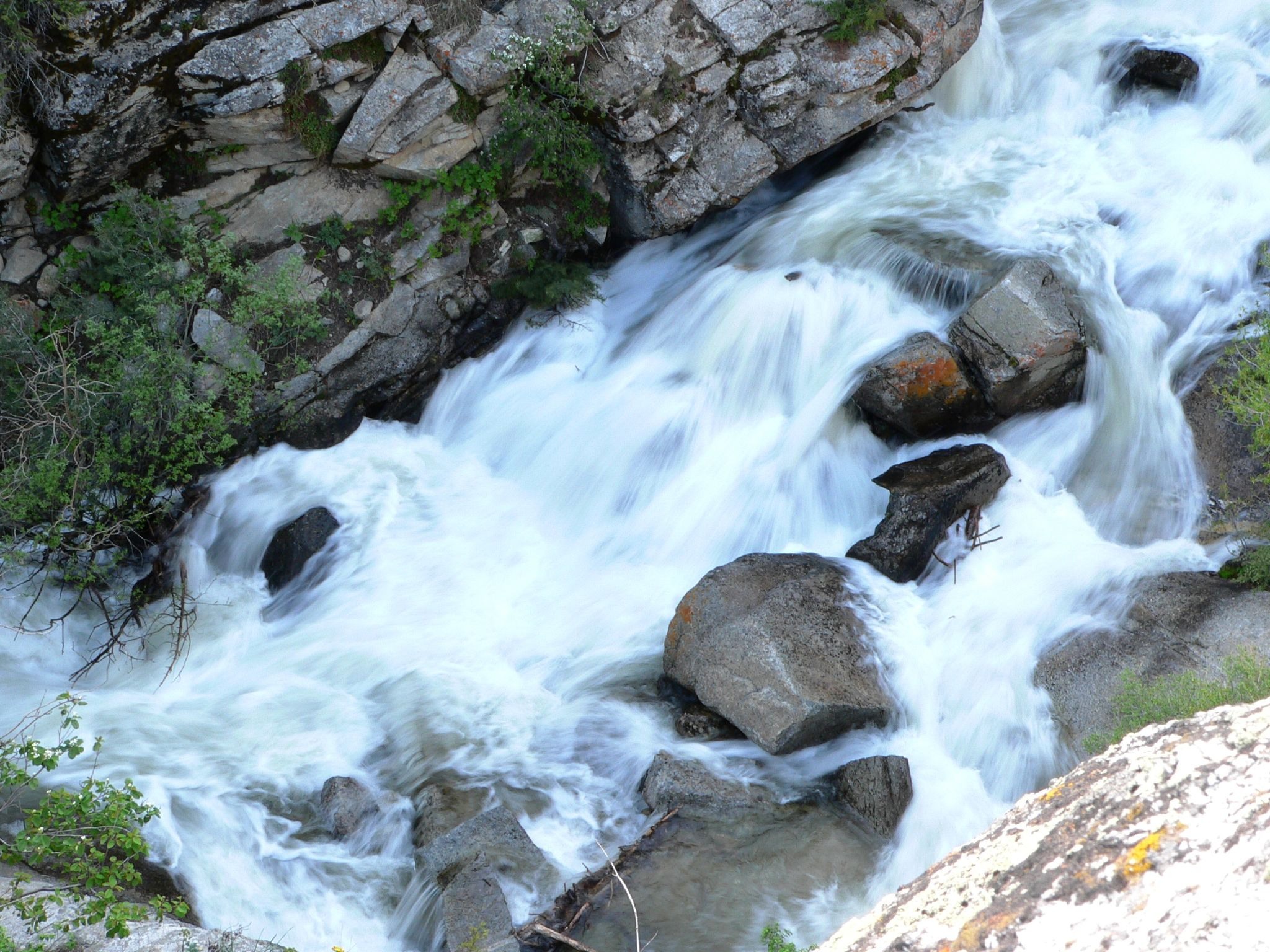
Chutes Horsetail